# José Jansen Ferreira Júnior
José Jansen Ferreira Júnior (Caxias, 3 de junho de 1845 — São Luís, 5 de junho de 1898) foi advogado, magistrado e político brasileiro.
Foi presidente das províncias do Amazonas, de 11 de outubro de 1884 a 21 de setembro de 1885, e 2º vice presidente do Maranhão, de 29 de setembro a 12 de novembro de 1889.

## Biografia
Nasceu em Caxias, Maranhão, filho de Hermelinda da Costa Nunes Ferreira e do capitão José Jansen Ferreira. Descendente patrilinear da infame Ana Jansen, era irmão, dentre outros, do matemático Justo Jansen e cunhado de Antônio Jansen de Matos Pereira. Bacharelou-se em Ciências Jurídicas e Sociais pela Faculdade de Direito de Recife.
Iniciou sua carreira na magistratura ao ser nomeado promotor público da comarca de Guimarães, em sua província natal, em 10 de agosto de 1869. Meses depois, foi transferido para cargo idêntico na comarca de Alcântara, onde depois residiu e exerceu a advocacia.
Por decreto de 30 de abril de 1879, foi nomeado juiz de direito da comarca de Rosário, em subsituição ao bacharel Antônio Teixeira Belfort Roxo, que fora removido para a comarca de Viana. Tomou posse do cargo em 18 de julho seguinte. Em 9 de agosto de 1884, foi removido para a comarca de Guimarães, da qual tomou posse em 6 de setembro seguinte.
Militante do Partido Liberal, em 21 de junho de 1884, foi nomeado presidente da província do Amazonas. Tomou posse do cargo em 11 de outubro do mesmo ano, e nele permaneceu até 21 de setembro de 1885, quando foi exonerado a pedido. Em 1889, foi nomeado 2.º vice-presidente da província do Maranhão, e, nessa qualidade, assumiu interinamente o governo da província, de 29 de setembro a 12 de novembro do mesmo ano.
Em 30 de junho de 1890, agora no regime republicano, foi removido da comarca de Guimarães para a comarca de Caçapava, no Rio Grande do Sul, para onde não seguiu, por ter sido essa remoção declarada sem efeito. Em 24 de agosto de 1891, foi nomeado desembargador do Tribunal de Justiça do Estado do Maranhão (então chamado Superior Tribunal de Justiça), e procurador-geral do Estado junto ao mesmo tribunal, por portaria de 27 de agosto seguinte. Todavia, em 1892, havendo a Junta Governativa revogado as nomeações de magistrados, reverteu Jansen a seu antigo cargo de juiz de direito de Guimarães. Não sendo aproveitado na organização da magistratura, interrompeu o exercício de sua carreira de magistrado, estabeleceu banca de advogado e manteve-se nesta condição até o fim de sua vida.
Faleceu aos 53 anos de idade, em São Luís do Maranhão. Deixou viúva a Feliciana Maria de Sá Guterres Ferreira (†4 de maio de 1925), conhecida como Sinhazinha Jansen, natural de Alcântara, filha do coronel Luís Manuel Ferreira Guterres e de sua primeira esposa, sua homônima. Casaram-se em 3 de novembro de 1878, sem deixar prole.